# Curtis Fuller with Red Garland
Curtis Fuller with Red Garland — студійний альбом американського джазового тромбоніста Кертіса Фуллера з піаністом Редом Гарлендом, що вийшов у 1963 році на лейблі New Jazz, дочірньому Prestige Records.

## Опис
Тромбоніст Кертіс Фуллер записав свій другий альбом в складі квінтету, до якого увійшли піаніст Ред Гарленд, альт-саксофоніст Сонні Ред, контрабасист Пол Чемберс і ударник Луї Гейз. Записаний 14 травня 1957 року на студії Van Gelder Studio в Гекенсеку (Нью-Джерсі).
Альбом містить пару оригінальних композицій, два блюзи та декілька балад. Гарленд особливо виділяється на «Moonlight Becomes You» (один з найкращих його записів), в той час, як Фуллер прекрасно грає на «Stormy Weather». Цей сет нагадує джем-сесію; поєднання тромбона і альт-саксофона звучить особливо привабливо.  
Альбом вийшов лише в 1963 році (через 6 років після запису) на дочірньому лейблі Prestige Records, New Jazz.

## Список композицій
1. «Seeing Red» (Сільвестр Кайнер) — 7:35
2. «Stormy Weather» (Гарольд Арлен, Тед Келер) — 7:00
3. «Cashmere» (Кертіс Фуллер) — 7:17
4. «Slenderella» (Сільвестр Кайнер) — 6:45
5. «Moonlight Becomes You» (Джонні Берк, Джиммі Ван Гейзен) — 7:43
6. «Roc & Troll» (Тедді Чарльз) — 7:42

## Учасники запису
- Кертіс Фуллер — тромбон
- Сонні Ред — альт-саксофон
- Ред Гарленд — фортепіано
- Пол Чемберс — контрабас
- Луї Гейз — ударні

Технічний персонал
- Тедді Чарльз — продюсер
- Руді Ван Гелдер — інженер
- Роберт Левін — текст